# Ramal ferroviario Pergamino-Junín
El Ramal Pergamino - Junín pertenece al Ferrocarril General Bartolomé Mitre, Argentina.

## Ubicación
Se encuentra en el norte de la Provincia de Buenos Aires. Desde su partida en la ciudad de Pergamino hasta Junín, corre a través de 88 km de vías, a las que, en forma paralela, construyeron la Ruta Nacional 188, atravesando los partidos de Pergamino, Rojas y Junín.

## Historia
Fue construido por el FCO en la década de 1890. En agosto de 1884 llega a Rojas y el 3 de febrero de 1885 a Junín. A 2011, solo circulan esporádicas formaciones de carga a cargo de la empresa Nuevo Central Argentino hasta Rojas. Las vías "cedieron" tras una gran inundación entre Junín y Agustín Roca, por lo que no circulan trenes en este sector.
En los últimos años del gobiernos de Isabel Martínez de Perón, se intento llegar con un tren a Pergamino.